# Scapholeberis
Scapholeberis is een geslacht van watervlooien uit de familie van de Daphniidae.

## Soorten
- Scapholeberis kingi G. O. Sars, 1888
- Scapholeberis mucronata (O.F. Müller, 1776)